# Câncer de fígado
Cancro do fígado (português europeu) ou câncer de fígado (português brasileiro) é o cancro com origem no fígado. O cancro no fígado com origem noutra parte do corpo, denomina-se doença metastática do fígado. As metástases de outros cancros no fígado são mais comuns do que o próprio cancro do fígado. Os sintomas mais comuns de cancro no fígado são um nódulo ou dor no lado direito do corpo por baixo da caixa torácica, inflamação do abdómen, pele amarelada, facilidade em contrair lesões, perda de peso e fraqueza.
A principal causa de cancro no fígado é a cirrose causada por hepatite B, hepatite C ou consumo de álcool. Entre outras possíveis causas estão a aflatoxina, doença hepática gordurosa não alcoólica e parasitas do fígado. Os tipos mais comuns são o hepatocarcinoma (80% dos casos) e o colangiocarcinoma. Os tipos menos comuns incluem a neoplasia cística mucinosa do pâncreas e a neoplasia intraductal papilar do ducto biliar. O diagnóstico pode ser apoiado por análises ao sangue e imagiologia médica e confirmado por biópsia.
Entre as medidas de prevenção estão a vacina contra a hepatite B e o tratamento de pessoas infetadas com hepatite B ou C. O rastreio do cancro está recomendado em pessoas com doença hepática crónica. As opções de tratamento incluem cirurgia, terapia dirigida e radioterapia. Em alguns casos pode ser usada terapia de ablação, terapia de embolização ou transplante de fígado. Os nódulos de pequena dimensão podem simplesmente ser vigiados.
O cancro primário do fígado é o sexto cancro mais frequente em todo o mundo (6% dos casos) e a segunda causa de morte por cancro (9%). In 2012 it occurred in 782,000 people and in 2015 resulted in 810,500 deaths. Em 2013, 263 000 mortes por cancro do fígado tiveram origem em hepatite B, 167 000 em hepatite C e 245 000 em consumo de álcool. A maior prevalência de cancro do fígado está associada às regiões onde as hepatites B e C são comuns, como a Ásia e a África subsariana. A doença é mais comum entre homens do que em mulheres. O diagnóstico é mais frequente entre os 55 e 65 anos de idade. Nos Estados Unidos, a taxa de sobrevivência a cinco anos é de 18%.

## Classificação
Os tumores de fígado podem ser classificados em primários (originados no fígado) ou secundários (originados em outro órgão):
- Primários: Cerca de 75% dos câncer autóctones do figado são do tipo Carcinoma hepatocelular, também chamado de hepatocarcinoma. Outros tipos incluem o Colangiosarcoma, Tumores mistos,  Tumores de células mesenquimais, Hepatosarcoma e Hepatoblastoma, um tumor maligno raro que acomete crianças.
- Secundários: A maioria dos tumores de fígado são metástases de tumores de outros órgãos, principalmente do trato gastrointestinal, como Cólon, Tumor  carcinóide do Apêndice vermiforme, Esôfago, Estômago, mas também de Mamas, Ovário, Pulmão, Rim e Próstata.

## Causas
Hepatites virais crônicas são encontradas em 80% dos carcinomas hepatocelulares, principalmente por hepatite B e hepatite C. Fatores de risco incluem diversas toxinas, tabagismo, alcoolismo, obesidade e diabetes.

## Sinais e sintomas
Os sintomas do câncer de fígado são inespecíficos, muitas vezes associados aos sintomas do tumor primário. Em casos mais avançados, o paciente pode sentir dor no Hipocôndrio direito (região abdominal localizada logo abaixo das costelas, à direita), e pode ser notada a presença de massas abdominais ou icterícia.

## Diagnóstico
O diagnóstico é feito, normalmente, por exames médicos de imagem, como Tomografia computadorizada, Ultra-sonografia, ou Ressonância magnética.

## Tratamento
Não sendo bem sucedido o tratamento, o paciente pode evoluir para insuficiência hepática.